# Monyoró

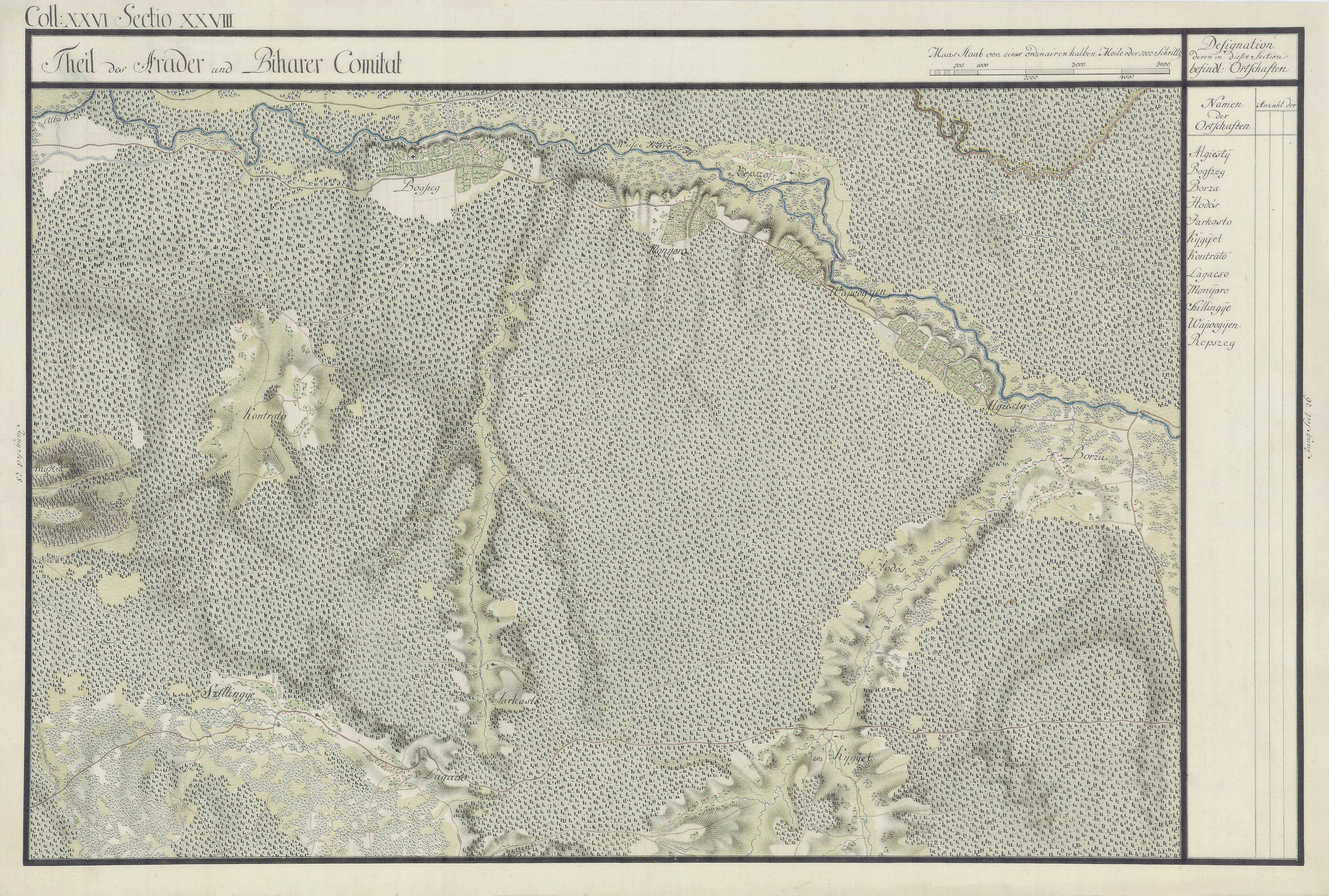
Monyoró egy régi fényképen

Monyoró (Mânerău), település Romániában, a Partiumban, Arad megyében.

## Fekvése
Borosjenőtől keletre, Bokszeg és Körösvajda közt fekvő település.

## Története
1910-ben  914 lakosából 806 román, 49 magyar, 42 cigány, 16 német volt. Ebből 838 görögkeleti ortodox, 58 római katolikus, 9 görögkatolikus volt.
A trianoni békeszerződés előtt Arad vármegye Borosjenői járásához tartozott.